# Live to Win
Live to Win è il secondo album solista del chitarrista e cantante dei Kiss Paul Stanley, pubblicato il 24 ottobre 2006 per l'etichetta discografica Universal.

## Tracce
1. Live to Win (Paul Stanley, Desmond Child, Andreas Carlsson) – 3:07
2. Lift (Stanley, Child, Marti Frederiksen) – 4:01
3. Wake up Screaming (Stanley, Child, Carlsson) – 3:00
4. Everytime I See You Around (Stanley, Pete Masitti) – 3:28
5. Bulletproof (Stanley, Carlsson) – 3:01
6. All About You (Stanley, Carlsson, Child) – 3:16
7. Second to None (Stanley, Carlsson) – 3:35
8. It's Not Me (Stanley, Holly Knight, Charlie Midnight) – 3:19
9. Loving You Without You Now (Stanley) – 3:16
10. Where Angels Dare (Stanley, Child, John 5) – 3:22

## Musicisti
- Paul Stanley – voce, chitarra, percussioni, arrangiamenti degli archi
- Corky James – chitarra, basso
- Brad Fernquist – chitarra
- John 5 – chitarra
- Tommy Denander – chitarra
- Andreas Carlsson – chitarra, voce
- Sean Hurley – basso
- Bruce Kulick – basso
- Victor Indrizzo – batteria
- Greg Kurstin – piano
- Zac Rae – piano
- Harry Somerdahl – tastiere
- Russ Irwin – tastiere
- CC White – voce
- John Shanks – voce
- David Campbell – arrangiamenti degli archi